# なごや農業協同組合
なごや農業協同組合（なごやのうぎょうきょうどうくみあい）は、愛知県名古屋市東区代官町に本店を置く農業協同組合。略称は「JAなごや」。

## 沿革
- 1948年（昭和23年）
  - 4月20日 - 守山農業協同組合が設立。
  - 5月7日 - 山田農業協同組合が設立。
  - 5月13日 - 猪高村、志段味村農業協同組合が設立。
  - 5月14日 - 富田町農業協同組合が設立。
  - 6月10日 - 楠村如意、南陽町農業協同組合が設立。
  - 6月30日 - 下之一色農業協同組合が設立。
  - 7月3日 - 中川一柳農業協同組合が設立。
  - 7月4日 - 港東農業協同組合が設立。
  - 7月22日 - 楠村味鋺農業協同組合が設立。
  - 7月26日 - 小碓農業協同組合が設立。
  - 7月30日 - 千種、野田町、鳴尾、桜、稲葉地、日比津、善進の各農業協同組合が設立。
  - 8月6日 - 中川中部農業協同組合が設立。
  - 8月15日 - 大高町農業協同組合が設立。
  - 8月30日 - 岩塚農業協同組合が設立。
- 1955年（昭和30年）4月 - 猪高村が猪高町、志段味村が志段味にそれぞれ名称変更。
- 1969年（昭和44年）10月1日 - 千種・中川中部・中川一柳・野田町・小碓・港東・鳴尾・桜・楠村如意・楠村味鋺・岩塚の11農業協同組合が合併し、名古屋市信用農業協同組合が設立。
- 1972年（昭和47年）4月1日 - 名古屋市信用・稲葉地・日比津の3農業協同組合が合併。
- 1983年（昭和58年）7月1日 - 山田が山田信用、守山が名古屋守山、志段味が名古屋志段味、富田町が名古屋富田にそれぞれ名称変更。
- 1990年（平成2年）10月1日 - 名古屋市信用・山田信用・下之一色・善進・名古屋守山・名古屋志段味・大高町の6農業協同組合が合併し、名古屋市農業協同組合が設立。
- 2000年（平成12年）10月1日 - 名古屋市・猪高町・南陽町・名古屋富田の4農業協同組合が合併し、なごや農業協同組合が設立。
- 2002年（平成14年）5月27日 - 代官町支店を新設。
- 2005年（平成17年）6月17日 - 小碓支店と昭和橋支店を統合。
- 2005年（平成17年）10月21日 - 南陽町支店と南陽町北支店を統合。
- 2006年（平成18年）11月24日 - 志段味支店と上志段味支店を統合。
- 2008年（平成20年）3月21日 - 志段味支店と吉根支店を統合。
- 2009年（平成21年）5月25日 - 比良支店と大野木支店を統合し山田東支店を新設。
- 2010年（平成22年）10月25日 - 守山東支店を新設。
- 2011年（平成23年）5月30日 - 小田井支店と中小田井支店を統合。
- 2014年（平成26年）6月24日 - 南陽町支店イオンモール茶屋店を新設。

## 店舗

### 本支店
| 画像 | 店名                          | 行政区 | 所在地                                                                                                  | 備考                                                       |
| ---- | ----------------------------- | ------ | --- | ---------------------------------------------------------- |
|      | 本店                          | 東区   | 代官町33番27号 北緯35度10分32.67秒 東経136度55分14.67秒 / 北緯35.1757417度 東経136.9207417度            |                                                            |
|      | 代官町支店                    | 東区   | 代官町33番27号                                                                                          | 本店1階に所在                                              |
|      | 猪高支店                      | 名東区 | 上社三丁目608番地 北緯35度10分25.93秒 東経137度0分38.35秒 / 北緯35.1738694度 東経137.0106528度          |                                                            |
|      | 高針支店                      | 名東区 | 牧の里一丁目107番地 北緯35度9分22.12秒 東経137度0分16.44秒 / 北緯35.1561444度 東経137.0045667度         |                                                            |
|      | 猪子石支店                    | 名東区 | 山の手二丁目106番地 北緯35度11分10.33秒 東経136度59分28.53秒 / 北緯35.1862028度 東経136.9912583度       |                                                            |
|      | 千種支店                      | 千種区 | 末盛通四丁目31番地 北緯35度9分53.35秒 東経136度57分35.96秒 / 北緯35.1648194度 東経136.9599889度         |                                                            |
|      | 守山支店                      | 守山区 | 守山一丁目6番18号 北緯35度11分48.17秒 東経136度57分19.88秒 / 北緯35.1967139度 東経136.9555222度         |                                                            |
|      | 守山東支店                    | 守山区 | 小幡4丁目15番5号 北緯35度12分28.36秒 東経136度59分1.17秒 / 北緯35.2078778度 東経136.9836583度           |                                                            |
|      | 志段味支店                    | 守山区 | 大字中志段味2035番地 北緯35度14分49.09秒 東経137度1分28.24秒 / 北緯35.2469694度 東経137.0245111度       |                                                            |
|      | 志段味支店 上志段味店         | 守山区 | 大字上志段味字所下1052番地 北緯35度15分22.24秒 東経137度2分21.39秒 / 北緯35.2561778度 東経137.0392750度 |                                                            |
|      | 志段味支店 吉根店             | 守山区 | 吉根二丁目203番地 北緯35度14分6.17秒 東経136度59分58.64秒 / 北緯35.2350472度 東経136.9996222度          |                                                            |
|      | 大高支店                      | 緑区   | 大高町字鶴田193番地 北緯35度3分59.24秒 東経136度56分21.14秒 / 北緯35.0664556度 東経136.9392056度        |                                                            |
|      | 港東支店                      | 南区   | 本地通二丁目12番地3 北緯35度5分27.35秒 東経136度55分53.17秒 / 北緯35.0909306度 東経136.9314361度        |                                                            |
|      | 鳴尾支店                      | 南区   | 鳴尾一丁目73番の1 北緯35度4分38.16秒 東経136度56分3.21秒 / 北緯35.0772667度 東経136.9342250度           |                                                            |
|      | 南支店                        | 南区   | | - 2023年（令和5年）2月10日、営業終了。港東支店に統合。     |
|      | 桜支店                        | 南区   | 鯛取通二丁目37番地 北緯35度6分22.72秒 東経36度56分21.49秒 / 北緯35.1063111度 東経36.9393028度           |                                                            |
|      | 岩塚支店                      | 中村区 | 岩塚町四丁目36番地 北緯35度9分20.87秒 東経136度50分48.02秒 / 北緯35.1557972度 東経136.8466722度         |                                                            |
|      | 稲葉地支店                    | 中村区 | 稲葉地町四丁目1番地 北緯35度10分5.2秒 東経136度50分30.5秒 / 北緯35.168111度 東経136.841806度            |                                                            |
|      | 日比津支店                    | 中村区 | 本陣通五丁目154番地 北緯35度10分38.93秒 東経136度51分31秒 / 北緯35.1774806度 東経136.85861度            |                                                            |
|      | 平田支店                      | 西区   | 平中町358番地 北緯35度13分36.4秒 東経136度52分2.74秒 / 北緯35.226778度 東経136.8674278度                |                                                            |
|      | 小田井支店                    | 西区   | 南川町170番地 北緯35度13分11.05秒 東経136度52分57.54秒 / 北緯35.2197361度 東経136.8826500度             |                                                            |
|      | 小田井支店 中小田井店         | 西区   | 中小田井二丁目321番地1 北緯35度12分51.42秒 東経136度52分34.4秒 / 北緯35.2142833度 東経136.876222度      |                                                            |
|      | 山田東支店                    | 西区   | 宝地町375番地 北緯35度13分23.26秒 東経136度53分44.58秒 / 北緯35.2231278度 東経136.8957167度             |                                                            |
|      | 山田東支店 比良店             | 西区   | 比良四丁目24番地 北緯35度13分52.37秒 東経136度53分55秒 / 北緯35.2312139度 東経136.89861度               |                                                            |
|      | 楠支店                        | 北区   | 如意五丁目92番地 北緯35度14分3.45秒 東経136度55分17.64秒 / 北緯35.2342917度 東経136.9215667度           |                                                            |
|      | 味鋺支店                      | 北区   | 楠味鋺三丁目163番地1 北緯35度13分15.05秒 東経136度55分34.45秒 / 北緯35.2208472度 東経136.9262361度      |                                                            |
|      | 蒲喜支店                      | 北区   | | - 2023年（令和5年）3月10日営業終了。楠支店に統合。         |
|      | 富田支店                      | 中川区 | 春田五丁目55番地 北緯35度8分30.43秒 東経136度48分41.87秒 / 北緯35.1417861度 東経136.8116306度           |                                                            |
|      | 富田支店 アズパーク店         | 中川区 | 新家一丁目2421番地 北緯35度9分25.62秒 東経136度48分19.34秒 / 北緯35.1571167度 東経136.8053722度         |                                                            |
|      | 中川中部支店                  | 中川区 | 高畑三丁目212番地 北緯35度8分12.59秒 東経136度51分11.83秒 / 北緯35.1368306度 東経136.8532861度          |                                                            |
|      | 野田支店                      | 中川区 | | - 2023年（令和5年）3月24日、営業終了。中川中部支店に統合。 |
|      | 一柳支店                      | 中川区 | | - 2023年（令和5年）3月24日、営業終了。中川中部支店に統合。 |
|      | 下之一色支店                  | 中川区 | 下之一色町字古川122番地 北緯35度7分24.89秒 東経136度49分58.88秒 / 北緯35.1235806度 東経136.8330222度    |                                                            |
|      | 五反田支店                    | 中川区 | | - 2023年（令和5年）3月10日、営業終了。下之一色支店に統合。 |
|      | 南陽町支店                    | 港区   | 大西一丁目40番地 北緯35度6分34.77秒 東経136度48分58.06秒 / 北緯35.1096583度 東経136.8161278度           |                                                            |
|      | 南陽町支店 北店               | 港区   | 春田野一丁目330番地 北緯35度6分58.21秒 東経136度49分1.44秒 / 北緯35.1161694度 東経136.8170667度         |                                                            |
|      | 南陽町支店 イオンモール茶屋店 | 港区   | 西茶屋2丁目11 北緯35度6分11.76秒 東経136度49分26.72秒 / 北緯35.1032667度 東経136.8240889度              |                                                            |
|      | 南陽町東支店                  | 港区   | 知多三丁目315番地 北緯35度6分42.17秒 東経136度49分34.85秒 / 北緯35.1117139度 東経136.8263472度          |                                                            |
|      | 善進支店                      | 港区   | 善進本町269番地 北緯35度6分6.3秒 東経136度51分18.79秒 / 北緯35.101750度 東経136.8552194度               |                                                            |
|      | 小碓支店                      | 港区   | 小碓二丁目364番地 北緯35度6分58.61秒 東経136度51分8.08秒 / 北緯35.1162806度 東経136.8522444度           |                                                            |
|      | 稲永支店                      | 港区   | 稲永一丁目12番16号 北緯35度5分20.65秒 東経136度51分30.93秒 / 北緯35.0890694度 東経136.8585917度         |                                                            |

### 店舗外キャッシュコーナー（ATM）
- 守山区（志段味店上志段味店・志段味店吉根店）
- 西区（小田井支店中小田井店・山田東支店比良店）
- 中川区（富田支店アズパーク店）
- 港区（南陽町支店北店・南陽町支店イオンモール茶屋店）

### グリーンショップ
- グリーンショップ大高
- グリーンショップ岩塚
- グリーンショップ味鋺
- グリーンショップ富田
- グリーンショップ南陽町

### 営農生活センター
- LPガス
- 農機修理工場
- 育苗センター
- ライスセンター

### 給油所
- Jセルフ南陽町
- Jセルフ南陽町東

### Aコープ
- Aコープ南陽店

## 子会社

### 株式会社ジェイエイ名古屋サービス
- 守山営業所
- 大高営業所
- 山田営業所
- 富田営業所
- 高畑営業所
- 南陽町営業所